# Idiodes inductaria
Idiodes inductaria là một loài bướm đêm trong họ Geometridae.